# Discalma rectilineata
Discalma rectilineata là một loài bướm đêm trong họ Geometridae.